# Residencial Universidad
Residencial Universidad es un barrio de la ciudad española de Cáceres, situado en el Distrito Norte. Se encuentra en la carretera de Trujillo, junto al Campus Universitario. La población a 1 de enero de 2015 es de 812 personas.
Los primeros vecinos se establecieron en este barrio en 2003, si bien por entonces se encontraba alejado del centro de la ciudad.

## Límites
Los límites del barrio son la Sierra de la Mosca, la  Ronda Sur-Este  y la  N-521  a su paso por la  Av. de la Universidad 

## Transportes
La única línea de autobús que pasa por el barrio  (Pza. Obispo Galarza - Residencial Universidad), un microbús con parada en la C/ Juan Manuel Rozas.

## Demografía
En la siguiente tabla puede observarse la evolución de la población en los últimos años:
| Año       | 2012 | 2013 | 2014 | 2015 |
| --------- | ---- | ---- | ---- | ---- |
| Población | 813  | 806  | 787  | 812  |

## Callejero

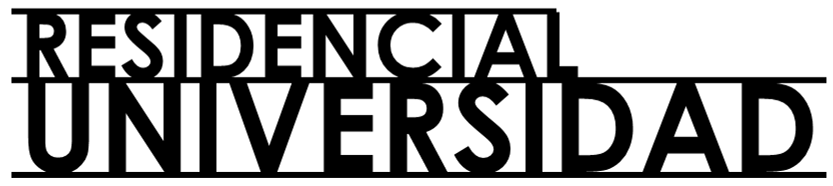
Logo del barrio a la entrada

| Residencial Universidad           |
| --------------------------------- |
| C/ Alonso Zamora Vicente          |
| C/ Ángel Sánchez Rodrigo          |
| C/ Antonio Hernández Gil          |
| C/ Federico Mayor Zaragoza        |
| C/ Jorge Mario García Laguardia   |
| C/ José Antonio Fernández Ordóñez |
| C/ José María García Lafuente     |
| C/ Juan Manuel Rozas              |
| C/ Justino Burgos González.       |
| C/ Manuel Alvar López             |
| C/ Manuel Redondo Felipe          |
| C/ María Antonia Fuertes          |
| C/ Miguel Cordero Del Campillo    |
| C/ Óscar Arias Sánchez            |
| C/ Pedro Laín Entralgo            |